# Rea (riu)
El Rea és un rierol del Regne Unit que neix a Waseley Hills, al sud de la ciutat de Birmingham, i que desemboca al riu Tame a la mateixa ciutat.
Es creu que el nom ve d'una arrel indoeuropea que significa córrer o fluir. A l'edat mitjana, els angles van crear un assentament a prop d'un gual al Rea, al barri Highgate que va ser el bressol de la futura ciutat.
Als primers dos quilòmetres el riu té un cabal força llarg de gairebé 70 metres, després descendeix més a poc a poc. Des del barri Digbeth, el riu s'ha cobert al centre de la ciutat i només surt a prop de la seva desembocadura al Tame. Hi ha uns projectes per a descobrir parts del riu al barri Warwick Bar, construir un pont nou i crear un passeig.
Hi ha un altre riu amb el mateix nom a Shropshire.

## Afluents
- Callow Brook
- Bourne
- Bourne Brook

## Galeria

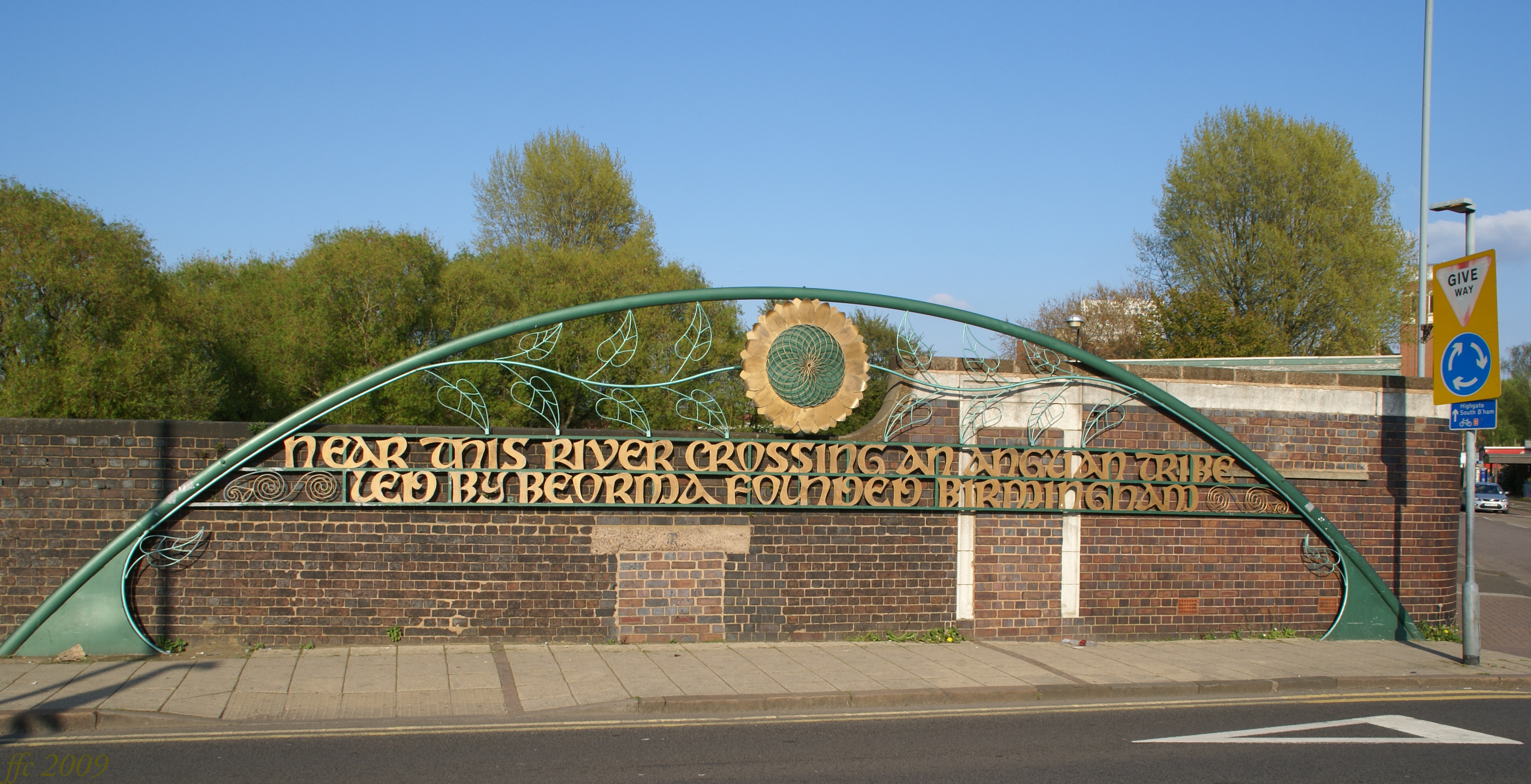
El pont al carrer Gooch Street amb el text «Near this river crossing an Anglian tribe led by Beorma founded Birmingham» (trad.: A prop d'aquest gual, una tribu d'Angles conduïda per Beorma va fundar Birmingham)
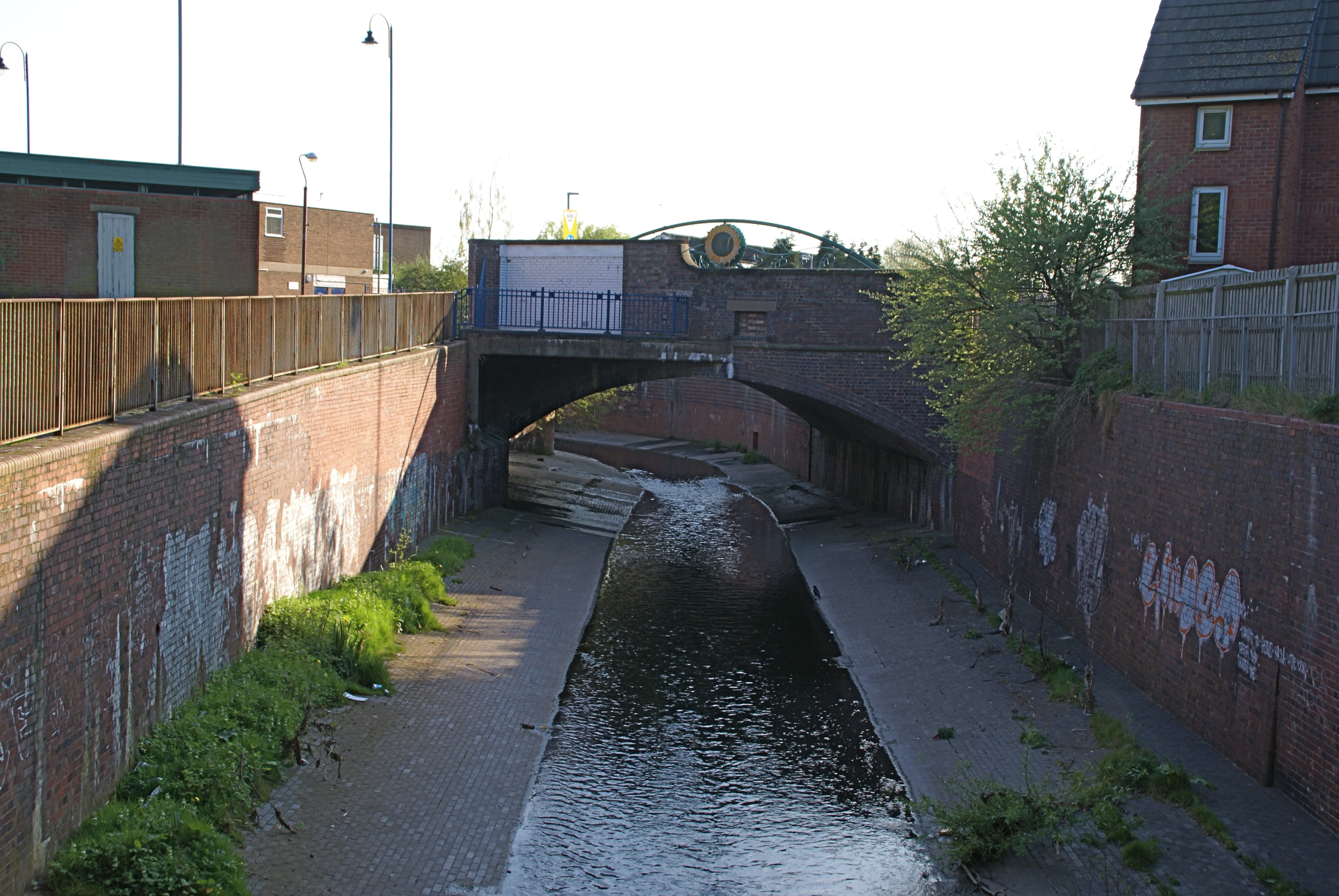
El riu al carrer Gooch Street
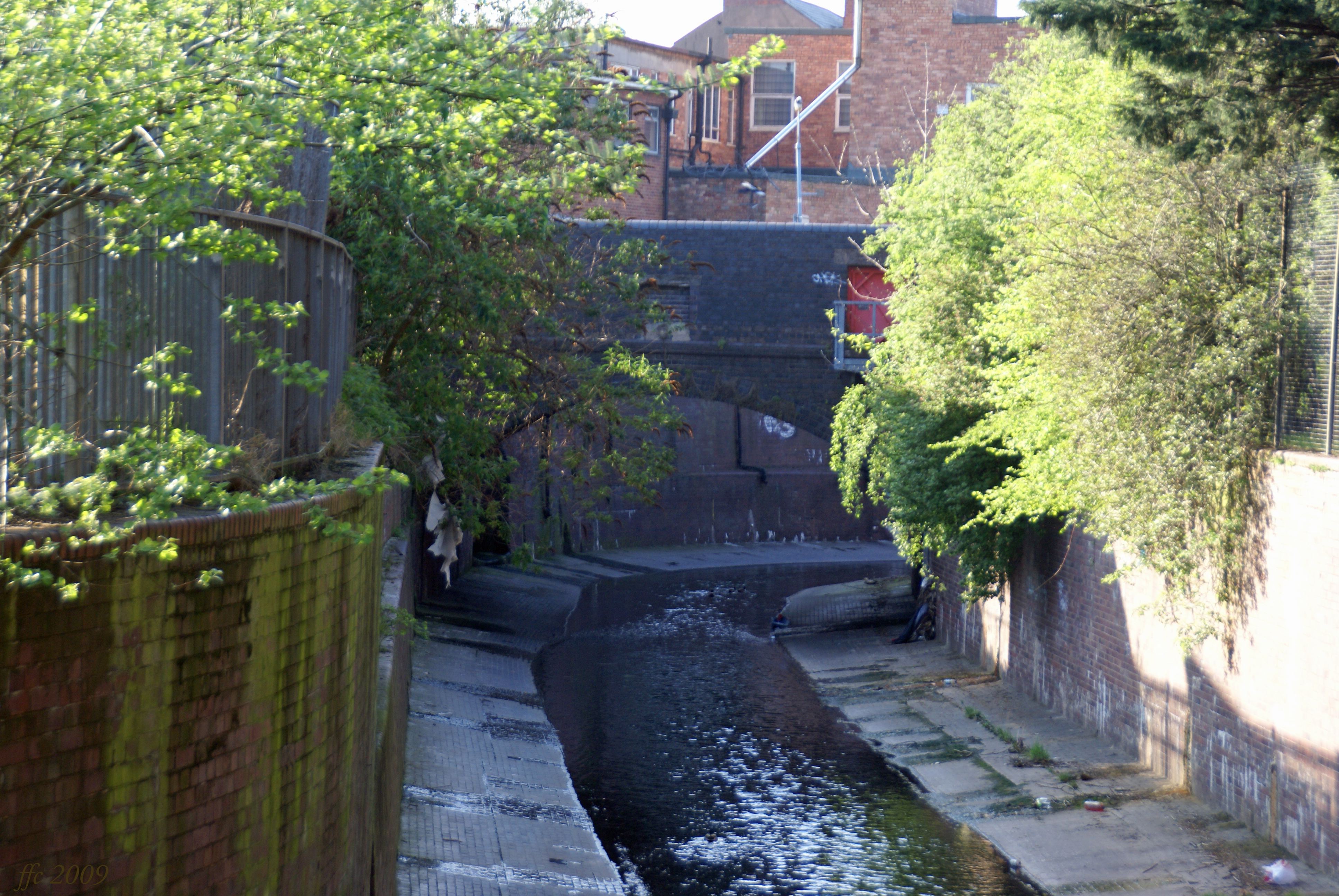
El pont al carrer Vaughton Street South
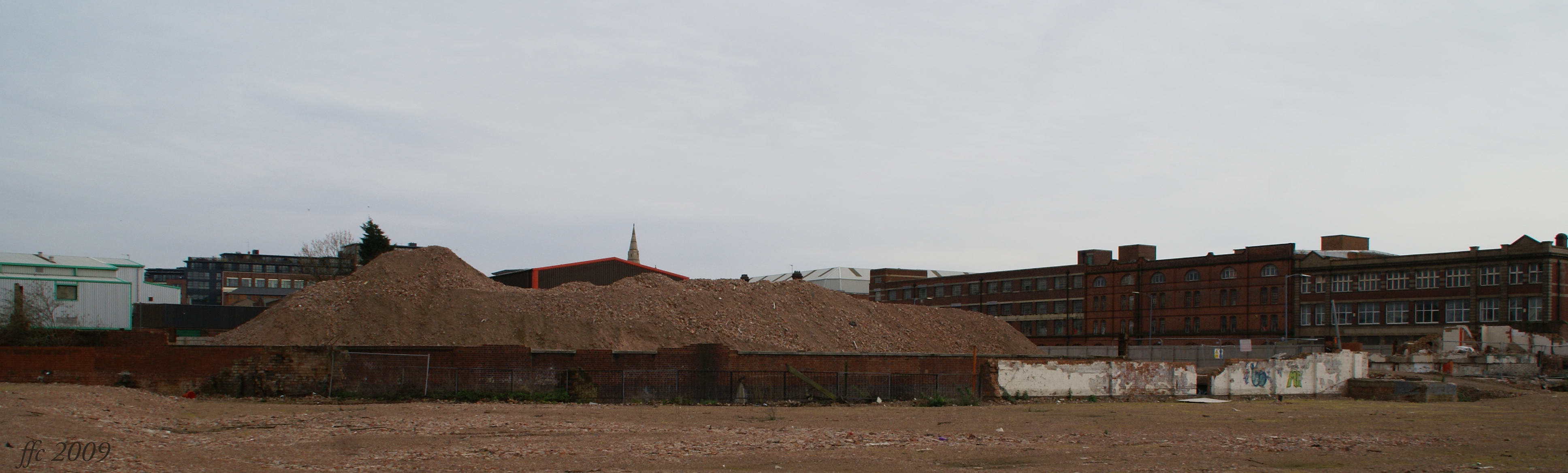
El riu a Digbeth
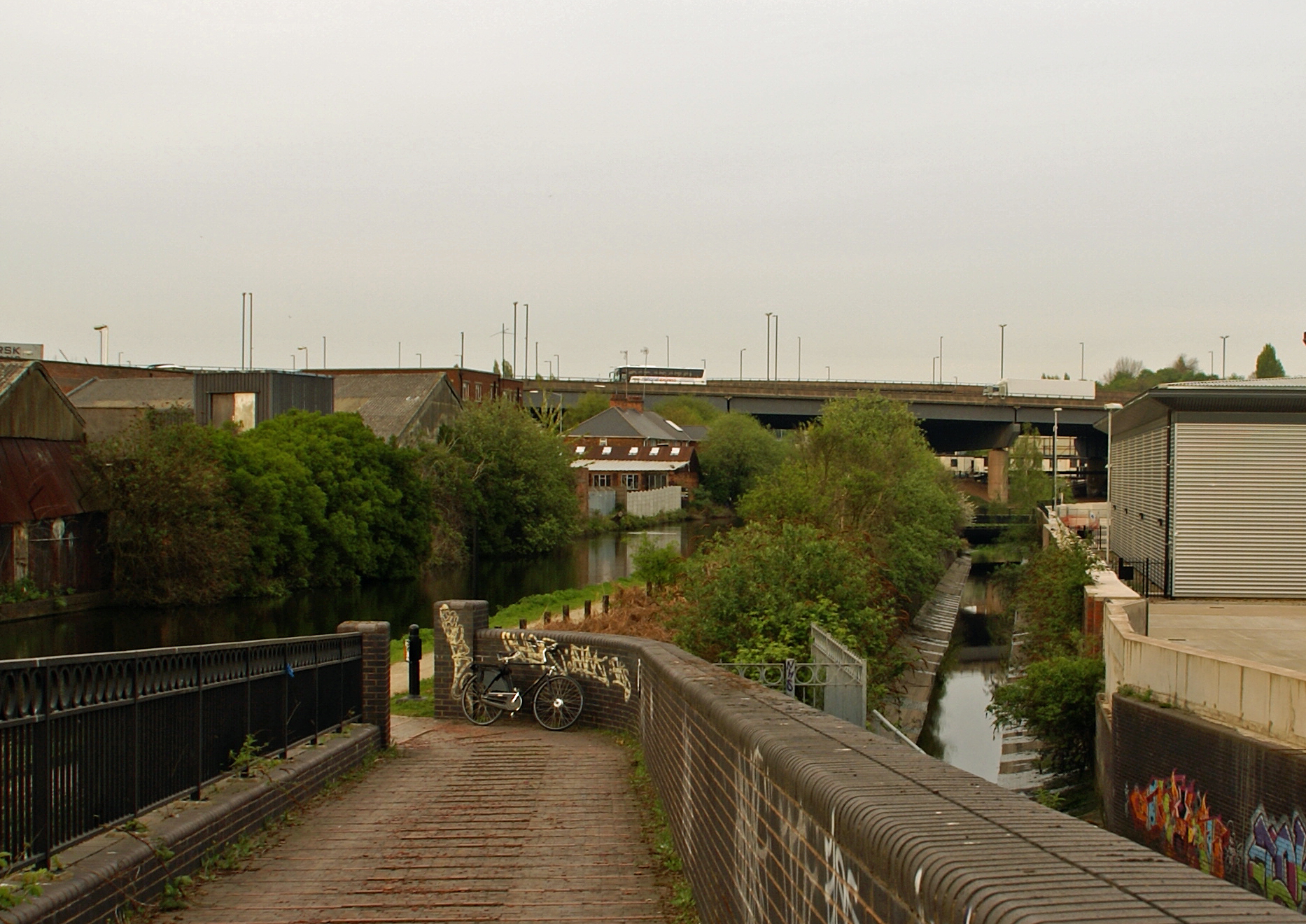
El Canal Birmingham & Fazeley (a l'esquerra), el Rea a la dreta i Spaghetti Junction al segon pla
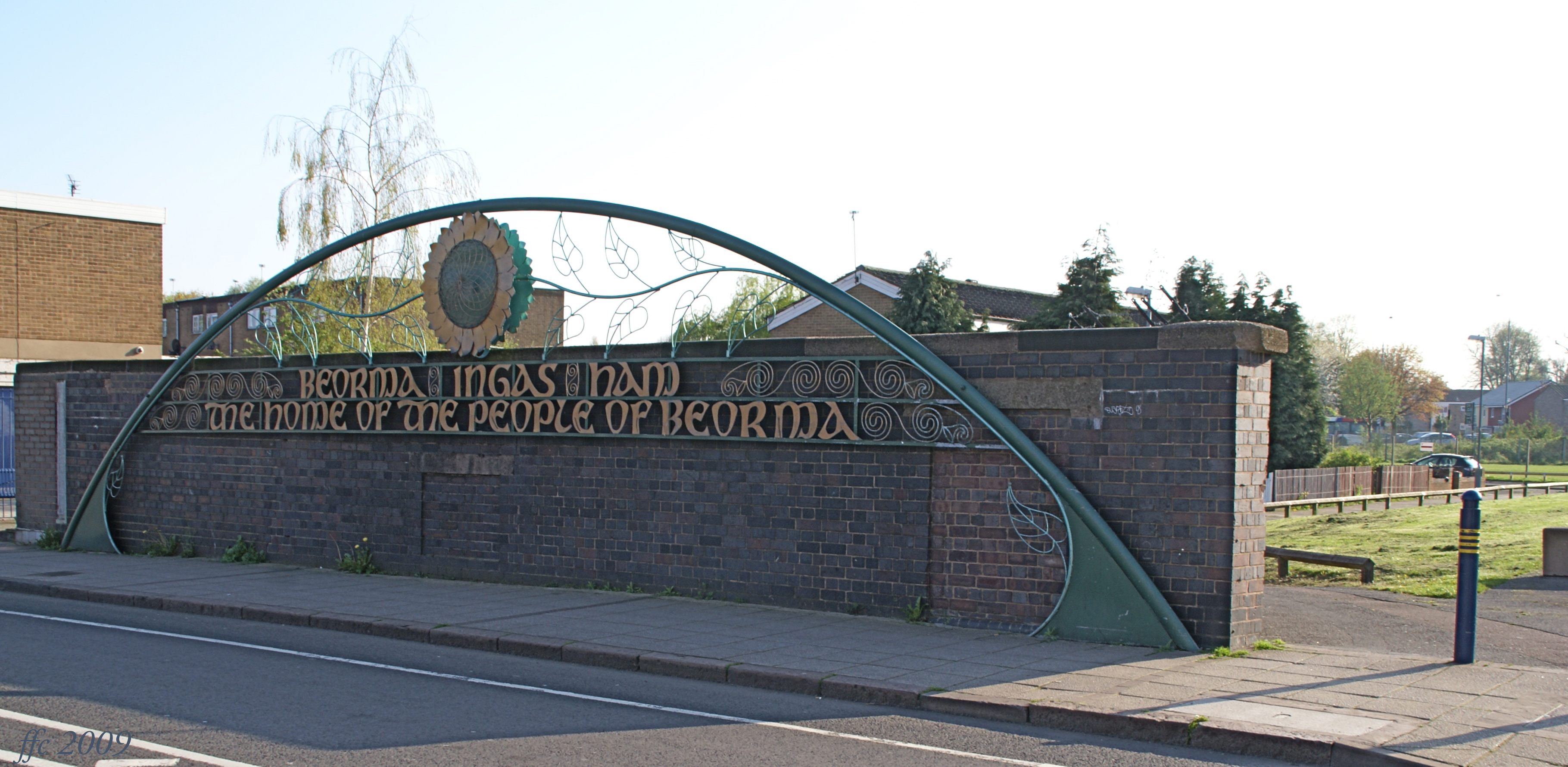
El pont al carrer Gooch Street amb el text «Beorma Ingas Ham – The home of the people of Beorma» (trad.: Beorma Ingas Ham – Can Beorma)